# Parlement du Dauphiné
Le Parlement du Dauphiné ou Parlement de Grenoble, est une cour souveraine de justice sous l'Ancien Régime français.

## Son origine

Blason du Dauphiné à partir de 1349

Il est créé le 29 juillet 1453,par le dauphin Louis II, futur roi Louis XI, lors de son séjour en Dauphiné de 1447 à 1456. Approuvé le 4 août 1455 par un édit de Charles VII, père du dauphin, ce troisième parlement de France prend le relais du Conseil delphinal créé par Humbert II le 22 février 1337. C'est donc la principale institution issue de la principauté delphinale qui devient une cour souveraine de justice, dans la mesure où elle juge en dernier ressort sur le fond. Elle va siéger à ses débuts dans le palais delphinal dont il ne reste rien, puis du début du XVIe siècle jusqu'en septembre 1790 dans un bâtiment spécifique, maintes fois agrandi, le palais du Parlement du Dauphiné, situé à Grenoble.
Au XVIIIe siècle, le ressort du Parlement recoupe les limites de la Province du Dauphiné et de l'enclave du pays d'Orange, bien qu'amputé par l'établissement de cours présidiales mises en place à Valence en 1639 et à Gap en 1641.

## Ses attributions
En 1558, le Parlement traite six cents causes civiles et trois cents affaires criminelles et patrimoniales. Galères, pendaisons, têtes et poings coupés, la connaissance précise des châtiments infligés à ceux et à celles qui transgressaient les lois du royaume, apporte un éclairage très cru et très dur sur la société de l'époque.
En 1628, Louis XIII a désuni la Chambre des comptes du Dauphiné du Parlement.
Alors que la monarchie française a tenté d'imposer le principe nulle terre sans seigneur, c'est-dire que toute terre devait être sous la directe d'un seigneur, qui prévalait dans le royaume de France, le Parlement du Dauphiné s'y est opposé au nom du « Statut delphinal » conféré par Humbert II à ses sujets lors du « Transport » de 1349 et a réussi à y maintenir le principe d'allodialité, c'est-à-dire de franc-alleu. Pour le Parlement du Dauphiné il ne pouvait y avoir de seigneur sans titre. Depuis le statut delphinal, tous les hommes étaient supposés libres, et un seigneur ne pouvait imposer sa directe que s'il pouvait présenter une reconnaissance écrite en sa faveur, sinon la terre était réputée sans alleu. L'édit d'octobre 1658 a reconnu que « dans notre province de Dauphiné le franc-alleu est établi suivant l'usage de tout temps observé ».
Malgré l'installation à Grenoble d'un intendant en 1679, l'importance du Parlement ne cesse de se renforcer.
Le Parlement a le droit d'enregistrer ou de refuser les édits royaux et de contrôler les actes législatifs, ce qui va l'amener au cours de la deuxième moitié du XVIIIe siècle, à jouer un rôle de contre pouvoir.
Si toutes ces compétences étaient classiques, le Parlement du Dauphiné est en revanche le seul à jouir d'un pouvoir militaire. Il est "commandant-né" de la province. Cela signifie qu'en l'absence du gouverneur et du lieutenant-général, le Premier président du Parlement assure les fonctions de chef de l'armée dans la province. Ce pouvoir est exercé à plusieurs reprises au cours du XVIIIe siècle. À l'inverse, le gouverneur et le lieutenant-général ont droit de séance au parlement, tout comme l'évêque de la ville d'ailleurs.
D'autre part, une union existe entre le Parlement et la très ancienne Chambre des comptes de 1368, jusqu'en 1628, où un édit la transforme en cour des comptes. Elle est d'une nature bien différente de la cour des aides.

## Sa composition

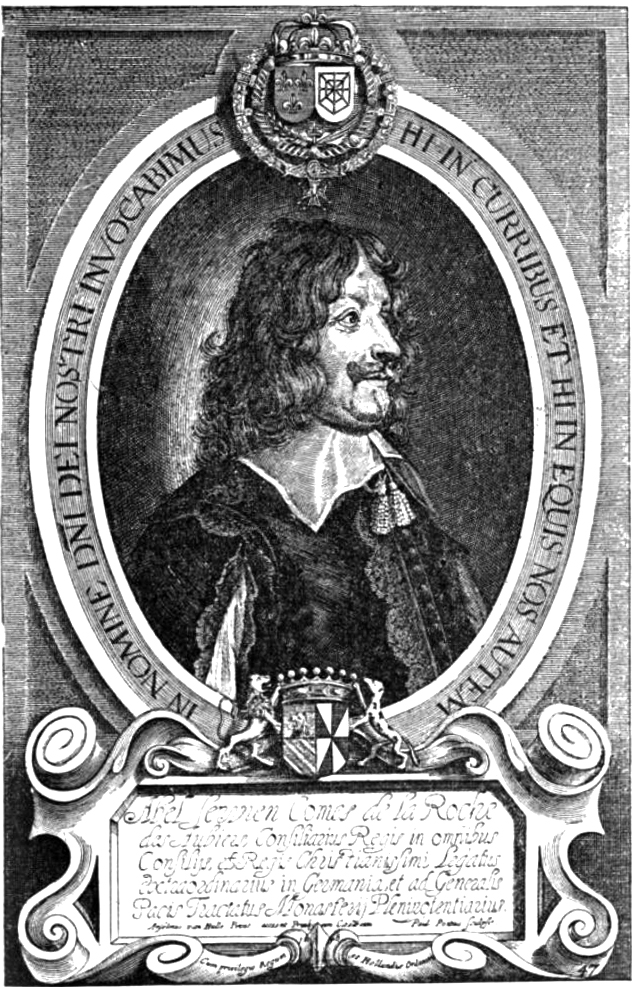
Abel Servien, Procureur général

À sa création, le corps du parlement comprend un président, quatre conseillers, neuf secrétaires, un procureur et un avocat général. Autour de tous ces membres, s'affairent les auxiliaires de justice (avocats, greffiers, huissiers). Jusqu'en 1541, l'institution ne compte qu'un seul Président.
À la fin du XVIIe siècle, le Parlement du Dauphiné compte :
- dix présidents, dont le Premier président
- cinquante-quatre conseillers[12], dont quatre conseillers clerc
- un procureur général
- trois avocats généraux

À partir de 1702, deux chevaliers d'honneur sont attachés à la cour, représentant alors un total de soixante-dix magistrats. La réforme judiciaire de Maupeou, en 1771, réduit le parlement à quarante trois charges mais les offices supprimés sont rétablis trois ans plus tard par Louis XVI.
Avec ses soixante-dix magistrats, la compagnie des officiers du Parlement du Dauphiné est d'une taille moyenne comparée aux autres comme Besançon, Aix-en-Provence, Dijon et Pau. Les compagnies de Bordeaux, Rennes, Rouen, Metz et Toulouse en comprennent une centaine et celle de Paris, plus de deux cents.
Au sommet de la hiérarchie de ces officiers, Monseigneur le Premier président, nommé par le roi pour le représenter. Viennent ensuite les neuf Présidents à mortier qui président les Chambres, reconnaissables à leur coiffure et somptueusement revêtus de leurs longs manteaux d'hermine, et enfin, les conseillers appelés "Maîtres". À l'exception du Premier président et du procureur général désignés par le roi, tous ces notables sont propriétaires de leur charge, qui devient au fil du temps héréditaire, au grand désespoir des familles qui espèrent y placer un fils et acquérir ainsi, la noblesse de robe.
Le parquet, composé des avocats généraux et d'un procureur, est un terme qui vient du fait que ces derniers ne siègent pas à la même hauteur que la cour.
Un personnel subalterne assiste les juges :
- huit secrétaires de chancellerie (greffier en chef)
- huit substituts au parquet
- douze huissiers

Quelques grandes personnalités de ces officiers se sont distinguées au cours de l'histoire du Parlement de Grenoble, comme Guy Pape, auteur du premier livre imprimé en Dauphiné en 1490, Pierre Bucher, également architecte du palais du Parlement du Dauphiné, Claude Expilly, les Prunier de Saint-André, les Bérulle, Joseph Michel Antoine Servan, la dynastie Rabot avec Ennemond Rabot, Premier Président de 1584 à 1603, Abel Servien, ou encore Denis Salvaing-Boissieu, premier président de la chambre des comptes.

## Organisation
Le fonctionnement du Parlement du Dauphiné est atypique de celui des autres parlements car il ne comporte pas de spécialisation entre grand-chambre, tournelle (chambre criminelle), chambres des enquêtes et chambre des requêtes.
Les magistrats sont répartis en quatre chambres numérotées de 1 à 4. Seule la première, toujours présidée par le Premier président, est spécialisée en affaires de police et d'intérêt public. Mais en cas d'affaire importante, elle en réfère aux trois autres et c'est en chambres assemblées que se règlent les problèmes.
Le jour de la rentrée du parlement, les présidents choisissent selon l'ordre d'ancienneté, la chambre dans laquelle ils vont servir. Trois présidents servent dans la première chambre et deux, dans les trois autres chambres. De leur côté, les conseillers servent ensemble par groupe (deux groupes de treize et deux groupes de quatorze), mais leur groupe change de chambre par roulement chaque année, d'où l'utilité de la numérotation des chambres.
L'année judiciaire commence le 12 novembre et se termine le 9 septembre. Après cette date, c'est la chambre des vacations qui prend le relais pendant deux mois. D'autres courtes périodes de vacances existent comme la semaine après les rameaux, la semaine de Pentecôte, la veille de Saint-Thomas et le lendemain des Rois.
Durant les vacances du parlement, la chambre des vacations, composée de deux présidents et de vingt deux conseillers, s'occupe des affaires civiles et criminelles urgentes, mais n'a pas compétence sur les affaires publiques.

## Une fin révolutionnaire

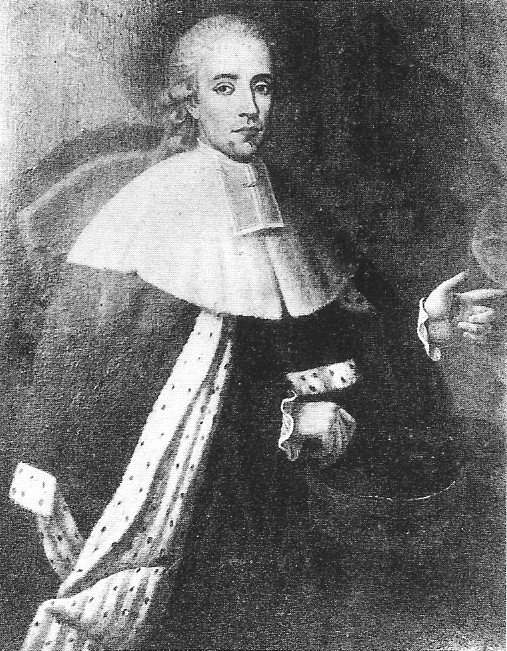
Albert de Bérulle

Au cours de l'année 1788, le Parlement de Grenoble proteste contre les édits de Loménie de Brienne, ministre de Louis XVI, prévoyant de lever de nouveaux impôts et de réduire le pouvoir des parlements. Le parlement est alors mis en vacances, et le duc de Clermont-Tonnerre, lieutenant général de la province, fait enregistrer ces édits par la force le 10 mai 1788.
Les parlementaires se réunissent néanmoins le 20 mai à l'hôtel de la Première présidence, domicile du Premier président Albert de Bérulle, lequel proclame que si les édits de Loménie de Brienne sont maintenus, leur enregistrement serait illégal et que « le Parlement du Dauphiné se regarderait comme entièrement dégagé de sa fidélité envers son souverain ».
En réponse, le 7 juin 1788, le duc de Clermont-Tonnerre, Lieutenant général du Dauphiné, confie à des patrouilles de soldats des lettres de cachet à remettre aux parlementaires dauphinois pour leur signifier un exil sur leurs terres. Mais le tocsin sonne. La population est rameutée par les auxiliaires de justice, particulièrement fâchés de perdre le Parlement, qui représente une grande partie de leurs ressources. Des Grenoblois s'emparent alors des portes de la ville, d'autres, montés sur les toits, jettent des tuiles et divers objets sur les soldats. L'hôtel du gouvernement est pillé, le sang coule, et vers la fin de l'après-midi, les émeutiers, maîtres de la ville, réinstallent les parlementaires à l'intérieur du palais du parlement. La journée des Tuiles vient de se s'achever et avec elle, s'amorce la Révolution française. Les provinces du pays sont bientôt divisées en 83 départements et le parlement du Dauphiné, comme tous les autres, est dissous en 1790 et remplacé par un tribunal. En 1794, le dernier Premier président du parlement, Albert de Bérulle, est guillotiné à Paris.

## Liste des Premiers présidents

### XVesiècle
- François Portier[15],[16],[17],[18], nommé le 29 juillet 1453 ;
- Jean Baile (ou Baille), nommé par Charles VII, reçu en 1455, déposé par Louis XI en 1461 ;
- Guillaume de Corbie, reçu le 13 septembre 1461 ;
- Pierre Gruel, nommé en  1461 ;
- Jean Palmier, reçu le 23 mars 1483 ;

### XVIesiècle
- Geoffroy Carles, reçu le 28 novembre 1500 ;
- Falques d'Aurillac, reçu le 20 décembre en 1516, mort en 1533 à 61 ans ;
- Bonaventure de Saint-Barthélemy, reçu le 11 décembre 1533 ;
- Jean Saixon (Samson, Sanxon ?), reçu le 2 janvier 1536. En 1539 a été créée une charge de second président ;
- Claude de Bellièvre (1487-1557), seigneur de Hautefort, père de Pomponne de Bellièvre, nommé premier président par lettres du 24 mai 1541, après le décès du précédent ;
- Jean Truchon, en 1549, il assiste aux États généraux d'Orléans en 1560 ;
- Jean de Bellièvre, seigneur de Hautefort, fils de Claude de Bellièvre, nommé premier président par lettres du 23 novembre 1578, après le décès du précédent. Il meurt le 25 septembre 1584 ;
- Ennemond Rabot, seigneur d'Illins et de Hautefort, gendre de Jean de Bellièvre, nommé premier président par lettres du 20 octobre 1584, après le décès du précédent ;

### XVIIesiècle
- Artus II Prunier de Saint-André (1548-1616), fils d'Artus Prunier, gouverneur d'Orange, seigneur de Saint-André et de Virieu, il était premier président au parlement de Provence quand il a été nommé par lettres du 17 novembre 1603, après le décès du précédent, décédé le 4 mai 1616 ;
- Claude de Bullion lettre du 22 décembre 1606, reçu le 3 juillet 1607, en remplacement et sur résignation  de Soffrey Calignon. Il résigna en 1609 en faveur de François Du Faure[19],[20].
- Claude Frère, nommé par lettres du 25 juillet 1616, après le décès du précédent ;
- Louis Frère, fils du précédent, nommé par lettres du 12 octobre 1640 ;
- Pierre Le Goux de La Berchère, ancien premier président du parlement de Bordeaux, premier président du parlement de Dijon, nommé par lettres du 8 août 1644, après le décès du précédent ;
- Denis Le Goux de La Berchère, frère du précédent, ancien intendant de Catalogne, reçu le 20 novembre 1653 ;

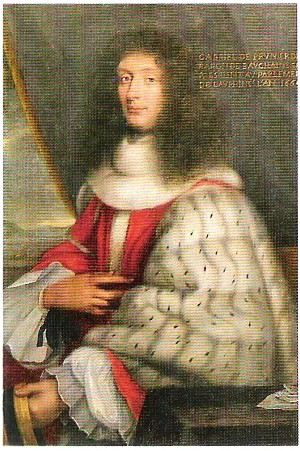
Gabriel Prunier-de Saint-André, Président

- Nicolas Prunier de Saint-André, marquis de Virieu, petit-fils d'Artus Prunier, ancien ambassadeur à Venise, nommé par lettres du 9 août 1679 après la démission du précédent, mort le 22 août 1692 ;
- Pierre Pucelle, chevalier, conseiller du roi en ses Conseils d'État et privé, nommé par lettres du 11 décembre 1692 premier président à la mort du précédent, décédé le 22 mars 1694 ;
- Pierre de Bérulle, neveu du cardinal de Bérulle, ancien intendant à Lyon (1687-1694), puis nommé au parlement de Dauphiné par lettres du 29 juillet 1695, jusqu'en 1720 ;

### XVIIIesiècle
- Pierre-Nicolas de Bérulle (1688-1730), nommé premier président en survivance de son père, par lettres du 7 octobre 1719, reçu le 17 juillet 1720 ;
- Artus-Joseph de La Poype-Saint-Jullin, dit le président de Grammont, baron de Poncin, seigneur de Crémieu, nommé premier président par lettres du 26 juillet 1730, après le décès du précédent, reçu le 3 août suivant ;
- Honoré-Henri de Piolenc de Beauvoisin (1675-1760), président au parlement de Provence, premier président en 1739, mort à Grenoble le 13 mars 1760 ;
- Aimable-Pierre-Thomas de Bérulle (1726-6 avril 1797[21]), président au Grand Conseil, premier président par lettres du 30 mars 1760, avec dispense d'âge, reçu le 9 novembre 1761 ;
- Jean-Jacques Vidaud de La Tour, comte de La Bâtie, son procureur général en la cour est nommé premier président par lettres du 24 octobre 1771 à la suite de l'édit du roi d'octobre 1761 créant un nouveau parlement (parlement Maupeou), jusqu'en avril 1775 ;
- Aimable-Pierre-Thomas de Bérulle (1726-6 avril 1797[21]), est rétabli premier président du parlement de Grenoble qui est remis dans l'ancien ordre par l'ordonnance du Roi, du 10 avril 1775 ;
- Amable Pierre Albert de Bérulle (1755-24 juillet 1794), premier président en survivance de son père, nommé par lettres du 17 mai 1779, reçu le 24 octobre suivant, jusqu'en 1789.